# Одесские катакомбы
Оде́сские катако́мбы — крупный подземный лабиринт, расположенный под Одессой и её окрестностями. Бо́льшая часть катакомб — бывшие каменоломни, в которых добывался камень-ракушечник для строительства Одессы. В 1998 году длина Одесских катакомб оценивалась приблизительно в 2500 км.
В конце XX века катакомбы стали причиной резкого осложнения инженерно-геологической обстановки. Более 40 % старой части города находится на подработанной территории, где произошло более 100 провалов.

Большей частью (95—97 %) одесские катакомбы представляют собой подземные каменоломни, в которых добывался строительный камень — ракушняк или ракушечник, используемый для постройки города, благодаря которому молодую Одессу называли «Жёлтым городом». Также в систему катакомб входят полости естественного происхождения — карстовые и дилатансионные пещеры, геологоразведочные и строительные шурфы, подвалы, бункеры, дренажные тоннели, ливневые коллекторы и прочие подземные полости. 
Первые подземные каменоломни начали возникать в первой половине XIX века, во время бурного строительства Одессы, как источник недорогого строительного материала — ракушечника (ракушняка, более верное название — «понтический известняк»). Добыча камня осуществлялась с помощью пил и была столь интенсивной, что уже во второй половине XIX века обширная сеть подземных полостей стала доставлять неудобства городу.
В послереволюционные годы в связи с участившимися просадками и обрушением зданий был объявлен запрет на добычу камня в черте города (в границах улиц Старопортофранковская — Новорыбная).
Во время второй мировой войны катакомбы служили укрытием для советских партизан — в частности, отряда В. А. Молодцова. Валентин Катаев описал в своём произведении «Волны Чёрного моря» борьбу советских партизан в катакомбах под Одессой и Усатово против немецких войск.
В 1961 году для изучения истории партизанского движения был создан спелестологический клуб «Поиск», который за прошедшие годы значительно расширил границы картографированных районов катакомб.
В начале XXI века добыча известняка продолжается в шахтах, расположенных в Новой Дофиновке, Булдынке, Фоминой балке. Таким образом, протяженность одесских катакомб возрастает и по сей день.
Регулярно в одесских катакомбах теряются люди — в основном дети, авантюристы и местные жители. Их поиски иногда занимают два — три дня и не всегда увенчиваются успехом. Так, в январе 2012 года в Одесских катакомбах загадочным образом исчез Константин Шариков (Успехов), поиски которого завершились безрезультатно. В 2021 году в катакомбах нашли скелет человека с рюкзаком и бульбулятором, которым предположительно мог оказаться пропавший Константин Шариков.